# José Emilio Pacheco
José Emilio Pacheco (Cidade do México, 30 de junho de 1939 — Cidade do México, 26 de janeiro de 2014) foi um ensaísta, romancista e escritor de contos mexicano. Ele foi considerado um dos grandes poetas mexicanos da segunda metade do século XX.

## Obras

#### Poesia
- Los elementos de la noche (1963)
- El reposo del fuego (1966)
- No me preguntes cómo pasa el tiempo (1970)
- Irás y no volverás (1973)
- Islas a la deriva (1976)
- Desde entonces (1979)
- Los trabajos del mar (1983)
- Miro la tierra (1987)
- Ciudad de la memoria (1990)
- El silencio de la luna (1996)
- La arena errante (1999)
- Siglo pasado (2000)
- Tarde o temprano (Poemas 1958-2009) (2009; poesía completa, FCE)
- Como la lluvia (2009)
- La edad de las tinieblas (2009)
- El espejo de los ecos (Taller de comunicación gráfica, 2012)

#### Romance
- Morirás lejos (1967)
- Las batallas en el desierto (1981)

#### Contos
- El viento distante (1963)
- El principio del placer (1972)
- La sangre de Medusa y otros cuentos marginales (1990, relatos reunidos de entre 1956 e 1984)

#### Tradução e antologia
- Cuatro cuartetos, de T. S. Eliot
- Cómo es, de Samuel Beckett
- Vidas imaginarias, de Marcel Schwob
- De profundis, de Oscar Wilde
- Un tranvía llamado deseo, de Tennessee Williams
- Antología del modernismo (1884-1921). México, UNAM, 1970.

## Cinema e música
- El castillo de la pureza (1972), filme de Arturo Ripstein com guião do realizador e de Pacheco e a actuação de Claudio Brook, Rita Macedo, Arturo Beristáin, Diana Bracho, María Rojo e Gladys Bermejo, entre otros.
- Mariana, Mariana (1987), adaptação do romance Las batallas en el desierto; filme realizado por Alberto Isaac com guião de Vicente Leñero e a actuação de Luis Mario e Gerardo Quiroz, Pedro Armendáriz Jr., Aarón Hernán, Saby Kamalich e Elizabeth Aguilar.
- «Las batallas», canção baseada na história do livro Las batallas en el desierto apresentado no disco Café Tacuba (1992) do grupo homónimo.
- El reposo del fuego, obra sinfónica para tenor e orquestra sinfónica composta pelo compositor regiomontano Gustavo A. Farías García, com poemas do livro homónimo de Pacheco estreado em 1995 pela Orquestra Sinfónica de Nuevo León na sua Temporada de Jovens Valores.
- Entre libros, programa semanal de entrevistas e comentários de actualidade literária na Rádio Universidade, UNAM, 1961-1964; com Rosario Castellanos, Juan Vicente Melo, Carlos Monsiváis e Sergio Pitol.
- Cine verdad. redactor deste semanário cinematográfico, revista cultural que se passava em cinemas mexicanos, 1961-1969; com Carlos Fuentes, Gabriel García Márquez, Julieta Campos, Luis Suárez, Juan Dutch.
- Antología poética; disco com prólogo de Eduardo Elizalde; Voz Viva de México, UNAM, 1968.